# Beth Cohen
Beth Cohen est une archéologue américaine spécialisée dans l'archéologie classique. 

## Biographie
Durant son cursus universitaire, Beth Cohen suit les cours de l'historien de l'art germano-américain Dietrich von Bothmer à l'Institut des Beaux-Arts de l'Université de New York où elle obtient par ailleurs son doctorat sur la céramique bilingue peinte de la Grèce Antique. Sa thèse, Attic Bilingual Vases and their Painters (Les vases bilingues attiques et leurs peintres), est devenue l'ouvrage de référence principal sur le sujet. 
Beth Cohen est une spécialiste dans le domaine de la céramique grecque peinte, en particulier sur les formes rares de la céramique peinte attique. A l'été 2006, elle organise l'exposition "The colors of clay. Special techniques in Athenian vases" ("Les couleurs de l'argile. Les techniques spéciales de la céramique athénienne") au J. Paul Getty Museum de Malibu,.
Elle interroge également l'inversion du héros classique dans un ouvrage dont elle est l'éditrice scientifique.